# Dolichoderus diversus
Dolichoderus diversus är en myrart som beskrevs av Carlo Emery 1894. Dolichoderus diversus ingår i släktet Dolichoderus och familjen myror. Inga underarter finns listade i Catalogue of Life.